# 박기서 (1929년)
박기서(朴基瑞, 1929년~2010년 1월 5일)는 조선민주주의인민공화국의 군인, 정치인이다. 최고인민회의 제7·8·9·10·기 대의원과 조선로동당 중앙위 위원, 조선로동당 중앙군산위원회 의원을 지냈으며, 조선인민군 상장과 대장, 차수를 거쳤다.